# Sumbersari (Metro Selatan)
Sumbersari is een bestuurslaag in het regentschap Metro van de provincie Lampung, Indonesië. Sumbersari telt 2881 inwoners (volkstelling 2010).